# Карбасчан
Карбасча́н е река в Билибински район, Чукотски автономен окръг, Русия. Дължината на реката е 70 km.
Тя е десен приток на река Омолон. Образувана е от сливането на реките Леви и Прави Карбасчан. Извира от югозападния склон на горския масив Уш Урекчен.

## Басейн
← ляв приток
→ десен приток
- Карбасчан

← Разведчик (0,3 km)
→ Междуозерни (43 km)
→ Заветни (55 km)
← Еге (60 km)
← Леви Карбасчан (70 km)
→ Клин (13 km)
→ Прави Карбасчан (70 km)
Водосборният басейн на реката граничи с реките Пятковенде, Олой, Ухекачан и Омукчан.

## Топографски карти
- Лист от карта Q-57-XXI,XXII. Мащаб: 1 : 200 000. Указать дату выпуска/состояния местности.